# Zilog
Zilog, auch ZiLOG geschrieben, ist ein US-amerikanischer Entwickler und Hersteller von Mikroprozessoren mit Sitz in San José, Kalifornien. Das bekannteste Produkt ist der zum Intel 8080 kompatible, aber leistungsfähigere Z80 aus dem Jahr 1976.

## Geschichte
Zilog wurde 1974 von Federico Faggin, dem früheren Intel-Chefarchitekten des 8-bit-Mikroprozessors Intel 8080, gegründet. Faggin nutzte seine Erfahrungen mit dem 8080 für die aufwärtskompatible Entwicklung des Z80.
Später führte Zilog auch Weiterentwicklungen zu 16-bit-Prozessoren (Z8000) und 32-bit-Prozessoren (Z80000) ein. Mangels Erfolges mit diesen Baureihen konzentrierte sich das Unternehmen in der Folgezeit auf Mikrocontroller. Neben Prozessoren entwickelte Zilog auch eine Reihe weiterer Komponenten (genannt SIO für Serial Input/Output, PIO für Parallel I/O usw.). Am bekanntesten dürfte der serielle Controller Z8530 sein, wie er in Sun SPARCstations und -servern bis hinauf zur SPARCstation 20 verwendet wurde.
Darüber hinaus stellt Zilog eine Reihe von Spezialcontrollern her, darunter Zilog Crimzon für Infrarotübertragungsaufgaben, digitale Signalprozessoren, Serial Communication Controllers (SCC), TV-Controller und Controller für Funkfernsteuerungen.
Zilog wurde 1980 von Exxon übernommen, neun Jahre später (1989) kauften Management und Angestellte das Unternehmen zurück, 1990 ging man an die Börse.
In der DDR wurden viele Zilog-Prozessoren und Peripherieschaltkreise ohne Lizenz nachgebaut (Z80 PIO als U855; Z80 SIO als U856; Z80 CTC als U857; Z80 DMA als U858; Z80 als U880; Z8 als U881/U882/U883; Z8000 als U8000). Der U880 war der Standardprozessor schlechthin in der DDR, welcher vom Heimcomputer bis zur Maschinensteuerung nahezu überall eingesetzt wurde.
1998 wurde Zilog von der Texas Pacific Group übernommen. Nach dem Zusammenbruch der Chip-Preise wurde Zilog im Rahmen eines Insolvenzverfahrens 2001 umstrukturiert. Im Februar 2008 lehnte Zilog ein Übernahmeangebot durch Universal Electronics Inc. ab. Im Dezember 2009 bot IXYS an, Zilog für einen Preis von 62,4 Mio. US-Dollar zu übernehmen. Die Übernahme wurde am 18. Februar 2010 von der Hauptversammlung beschlossen.
2018 wurde IXYS mit Zilog durch den Elektronikhersteller Littelfuse übernommen.

## Produkte

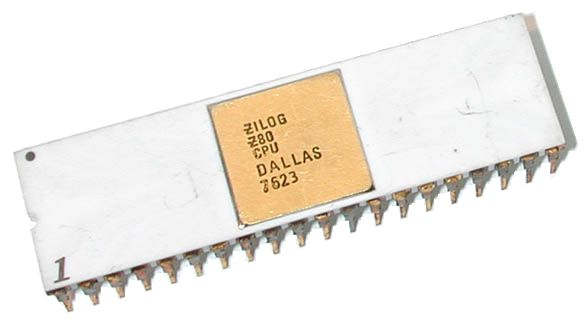
Einer der ersten Z80-Mikroprozessoren im Keramikgehäuse von 1976

Bekannte Zilog-Prozessoren sind unter anderem:
- Zilog Z80
- Zilog Z800
- Zilog Z8000
- Zilog Z80000
- Zilog Z8
- Zilog Z180
- Zilog Z280
- Zilog Z380
- Zilog eZ80

Neue Prozessor-/Mikrontrollerlinien sind:
- Zilog eZ80Acclaim! mit erweiterter Z80-Architektur (acclaim = hohes Lob)[5]
- Zilog Z8Encore! mit erweiterter Z8-Architektur (encore = Zugabe)[6]
- Zilog ZNEO als erster 16-Bit-Mikrocontroller mit zahlreichen integrierten Funktionen[7]
- Zilog Zatara ASSP als erster 32-Bit-Mikrocontroller auf der Basis eines ARM9-Prozessorkerns[8]